# Franklin Martínez
Franklin Martínez (* 20. Jahrhundert) ist ein venezolanischer Poolbillardspieler.

## Karriere
Im Februar 2012 erreichte Franklin Martinez bei der Panamerikameisterschaft das Finale im 10-Ball und unterlag dort dem Argentinier Ariel Casto. Bei der Panamerikameisterschaft 2014 gewann er die Bronzemedaille im 10-Ball.